# Flemming af Rosenborg
Grev Flemming af Rosenborg (født Prins til Danmark) (9. marts 1922 – 19. juni 2002) var en dansk prins, der var søn af Prins Axel, barnebarn af Prins Valdemar og oldebarn af Christian 9.
Grev Flemming var søofficer og erhvervsmand. Da han i 1949 giftede sig, mistede han sin arveret til tronen og fik titlen Greve af Rosenborg.

## Biografi

### Tidlige liv
Flemming blev født 9. marts 1922 i Stockholm og blev døbt i Gentofte Kirke 6. juli 1922 som Prins Flemming Valdemar Carl Axel til Danmark. Han var yngste søn af Prins Axel af Danmark og Prinsesse Margaretha af Sverige. Han voksede op i forældrenes villa Bernstorffshøj i Gentofte.
Han blev student fra Øregaard Gymnasium 1941. Han blev uddannet som søofficer og blev søløjtnant II i 1945 og søløjtnant I i 1946. Fra 1947 til 1950 var han i tjeneste ved undervandsbåde, sejlede med Galathea 2 1950-51, blev kaptajnløjtnant 1951 og kom i reserven 1952. Han blev udnævnt til orlogskaptajn i 1958.

### Ægteskab
Prins Flemming giftede sig den 24. maj 1949 i København med Ruth Nielsen, der var datter af direktør Kaj Nielsen. Eftersom bruden var borgerlig, måtte han afgive sin titel som Prins til Danmark og blev i stedet Greve af Rosenborg.
Sammen med sin hustru havde han fire børn; sønnerne Axel, Birger, Carl Johan og datteren Desirée.

### Senere liv
Han var 1961-84 direktør i sin svigerfars entreprenørfirma A/S Carl Nielsen, hvori han var indtrådt 1952, sideløbende med flere bestyrelsesposter og tillidshverv: Medlem af bestyrelsen for A/S Carl Nielsen 1968, A/S Nakskov Skibsværft 1956, Det Danske Luftfartselskab 1962, A/S Dansk Shell 1963, A/S Kalk- og Mørtelværkerne 1968, A/S H. Poulsen & Co. 1968, A/S Frederiksholms Teglværker 1968. A/S Svendborg Skibsværft 1972. Medlem af bestyrelsen for den danske afdeling af Skandinaviske Sømandshjem i Fremmede Havne 1961, formand 1964, præsident for præsidiet for Kongelig Dansk Aeroklub 1965, formand for Tøjhusmuseets Venner 1964 og medlem af bestyrelsen for stiftelsen Bombebøssen 1967, formand 1968. Tildelt Galathea Medaillen.
Efter at have boet et par år i Essex i England flyttede parret til Sydfrankrig, hvor han døde fire år efter den 19. juni 2002 i Antibes. Flemming af Rosenborg blev bisat fra Holmens Kirke i København. Grevinde Ruth døde den 25. juli 2010.

## Titler, prædikater og æresbevisninger

### Titler og prædikater fra fødsel til død
- 1922-1949: Hans Højhed Prins Flemming til Danmark
- 1949-2002: Hans Excellence Grev Flemming af Rosenborg

### Dekorationer

#### Danske dekorationer
- Danmark: Ridder af Elefantordenen (R.E.)  (1940)